# Bitwa o Bramę Mandelbauma
Bitwa o Bramę Mandelbauma – bitwa stoczona pomiędzy Siłami Obronnymi Izraela a wojskami jordańskimi o strategiczne skrzyżowanie Bramy Mandelbauma podczas I wojny izraelsko-arabskiej (9–19 lipca 1948). Bitwa zakończyła się taktycznym patem.

## Tło wydarzeń
Pod koniec pierwszego rozejmu siły żydowskie broniące Zachodniej Jerozolimy zdawały sobie sprawę, że jordański Legion Arabski może podjąć kolejną próbę ataku ze strony osiedla Asz-Szajch Dżarrah we Wschodniej Jerozolimie. Brama Mandelbauma była strategicznym punktem i kluczową pozycją żydowskiej obrony. Jednak gdy 8 lipca 1948 roku wojska egipskie zerwały zawieszenie broni, Legion Arabski nie był w stanie przeprowadzić żadnej większej operacji wojskowej w Jerozolimie, ponieważ cierpiał na ogromny niedobór amunicji. Jordańczycy skoncentrowali większość swoich sił na obronie Latrun, gdzie toczyła się izraelska operacja Danny (10–18 lipca). Bitwa o Bramę Mandelbauma była częścią serii bitew o Jerozolimę.

## Przebieg bitwy
W dniu 9 lipca 1948 roku jordańskie siły Legionu Arabskiego podjęły próbę przejęcia kontroli nad rejonem Bramy Mandelbauma. Jordańczycy atakowali z osiedla Szajch Dżarrah, usiłując zająć osiedla Bet Jisra’el, Batte Ungarin i Morasza. Walki trwały przez dziesięć dni i zakończyły się bez rozstrzygnięcia, taktycznym patem.